# Kukuxumusu
Kukuxumusu es una empresa española creada en Pamplona dedicada a diseñar camisetas y otros artículos con dibujos humorísticos. Aunque comenzó centrada en las fiestas de San Fermín, sus diseños tienen actualmente una temática universal. Se definen a sí mismos como una "fábrica de dibujos" (The Drawing Factory/Marrazki Fabrika/La Fábrica de Dibujos/La Fabrique de Dessins/La Fàbrica de Dibuixos). 
Su trabajo se caracteriza por la simplicidad e ingenuidad de sus dibujos, su identificación con las fiestas y tradiciones, y la reinterpretación de las mismas mediante la inversión de roles o lo inverosímil, reflejando, por ejemplo, toros surfistas, "encierros" dentro del mar, ovejas en vez de corredores o mozos que persiguen a las reses. Además, buscan la innovación en lo referente a la tecnología, los soportes y las tendencias.

## Historia
En los Sanfermines de 1989, tres amigos pamploneses, Gonzalo Domínguez de Bidaurreta, Koldo Aiestaran y Mikel Urmeneta, decidieron estampar y vender camisetas con dibujos de este último alusivos al encierro. La idea era realizar una camiseta divertida y atractiva, que superara los clásicos y aburridos motivos de "Recuerdo de San Fermín". La idea surgió tras realizar un viaje a Australia, cuando vieron los diseños de calidad que se hacían teniendo como elementos centrales a los koalas y canguros. 
Los diseños de las camisetas gustaron mucho, tanto en su ciudad como en otras cercanas, lo que les llevó a crear Kukuxumusu y a empezar a reflejar escenas típicas y cotidianas de muchos lugares, además de la fiesta pamplonesa.
Los dibujos de Kukuxumusu tuvieron cada vez mayor reconocimiento y las peticiones fueron aumentando. Junto a Mikel se incorporaron otros dibujantes, y en 1996 se abrió la primera Tienda Oficial Kukuxumusu, seguida en 1997 de la tienda en Internet.
A lo largo de los años han realizado diseños para carteles de fiestas, promociones universitarias y de viajes de estudios, expediciones de montaña, acciones ecologistas, culturales, sociales, etc., recibiendo encargos de muy diversas instituciones, empresas o asociaciones, y también han diseñado camisetas junto a diferentes personajes de la cultura, la ciencia o el deporte, como Edmund Hillary, Eduardo Punset, Juan Luis Arsuaga o el dalái lama (2007).
Uno de sus últimos proyectos de diseño de camisetas es Cromosomos, en colaboración con la productora El Terrat; una iniciativa benéfica para financiar a una ONG distinta cada año. En 2006 fue Arrels Fundació, dedicada a las personas sin hogar, y en 2007, Gaztelan, que trabaja por la incorporación social de personas en situación o riesgo de exclusión. Entre otros dibujantes, han participado Mikel Urmeneta, Andreu Buenafuente, Paco Mir (Tricicle), Silvia Prada o Pablo Carbonell.

## Presencia actual
Kukuxumusu actualmente está enfocada en la continua creación de nuevas historias y dibujos y en la aplicación de esos diseños en una gran cantidad de productos de consumo. Además, a través de sus licenciatarios, dispone de una red de establecimientos autorizados que distribuyen sus productos por toda España y Europa.
En 2014 entró en el capital de la marca, convirtiéndose en socio mayoritario, un empresario de Navarra, Ricardo Bermejo. Que procedió a hacerse con el control económico de la empresa menoscabando a los ilustradores y autores originales. 
En 2018, la sociedad que comercializaba entonces la marca entró en concurso de acreedores de manera voluntaria al no poder asumir una deuda valorada en 1 millón de € que había sido generada por los primeros administradores de la marca (entre los periodos 2001 y 2004), y derivada por la Hacienda Tributaria de Navarra al actual propietario. El 22 de mayo hicieron pública la situación, cuando la Hacienda Tributaria de Navarra falló en contra de la empresa adjudicataria que operaba desde 2014 la marca, Univers Paloseco SL, al considerarla heredera directa de la extinta Kukuxumusu SL (anterior distribuidora).
El 31 de mayo Kukuxumusu empezó el proceso de administración concursal de la tienda oficial de Kukuxumusus situada en la calle Estafeta de Pamplona, que se mantendría abierta hasta septiembre para culminar el proceso de ventas de patrimonio y género ya producido con el que contaba la empresa. Al mismo tiempo, la marca anunció despidos escalonados cada mes hasta que no quedasen trabajadores. Así, de los 28 trabajadores directos con los que contaba la marca: 20 fueron despedidos en julio, 5 en agosto y los últimos 3 en septiembre.
En 2019 Kukuxumusu emprende un nuevo rumbo, aupada por un grupo de trabajadores e ilustradores de la marca, enfocando el proyecto hacia la creación de nuevas historias y dibujos y su aplicación en una gran cantidad de productos de consumo.